# Nymphula fuscicostalis
Nymphula fuscicostalis là một loài bướm đêm trong họ Crambidae.